# Lewis Dorrance
Lewis "Lew" Dorrance – amerykański zapaśnik walczący w stylu klasycznym. Zajął czwarte miejsce na mistrzostwach świata w 1990; dziesiąte w 1986 i odpadł w eliminacjach w 1982. Wicemistrz panamerykański z 1990 i trzeci w 1986. Drugi w Pucharze Świata w 1988; trzeci w 1987; czwarty w 1989; piąty w 1986 i szósty w 1982 roku.
Mistrz Igrzysk Panamerykańskich w 1983 w sambo. Zawodnik United States Marine Corps.